# 98 FM (Campo Formoso)
98 FM é uma emissora de rádio brasileira que opera na frequência de 98.1 MHz em FM. É uma concessão originada em Campo Formoso, onde está localizada sua sede e torre. Sua programação consiste de músicas ecléticas. 

## História
A 98 FM iniciou o seu trabalho no dia 25 de setembro de 1989 como Nuporanga FM na frequência de 98.1MHz e sua primeira sede ficava localizada no centro de Campo Formoso em uma pequena instalação, o seu primeiro sistema irradiante ficava instalado na Serra da Mangabeira numa altitude de 760m, com potência baixa de 0,25kW, tudo isso devido à determinação de Zito Verás, fundador, diretor geral e presidente da 98 FM, e também com ajuda da família proprietária da fábrica de cimento na época, antes chamada de Cisafra, (atual Simpó).
Em 1992 a emissora alterou o seu nome para 98 FM. Em meados da década de 90, a 98 FM mudou de endereço indo para Rua Belo Horizonte, e assim iniciou um dos principais programas da 98 FM a FM Sertão apresentado por Zito Verás no início da manhã com música sertaneja e informações da região.
O principal programa da emissora hoje é a 98 Noticias apresentado por Gilvan Macário, Marcone Nunes, com jornalismo sobre a região, e tornando-se o principal meio de informação de assuntos locais e conquistou espaço na casa de milhares de ouvintes.
Em 2004, a 98 FM passou por diversos investimentos técnicos, com a permissão da Anatel a 98 FM aumentou o seu alcance, passando a operar com 3kW de potência no transmissor e com potência total irradiada de 5,23kW (com o ganho das antenas), além de transferir o sistema irradiante para a Serra do Barro Amarelo numa altitude de 845m, local bem superior em comparação onde ficava o seu antigo sistema irradiante que era de 760m. Ademais atingido mais de 35 municípios.
A atual sede com estúdios modernos e ampla área de serviço de apoio, fica localizado na Rua dos Crisântemos no Bairro Bosque das Mangueiras, a mesma foi construída em 2001. 